# Pfarrkirche Wolfsberg (Kärnten)

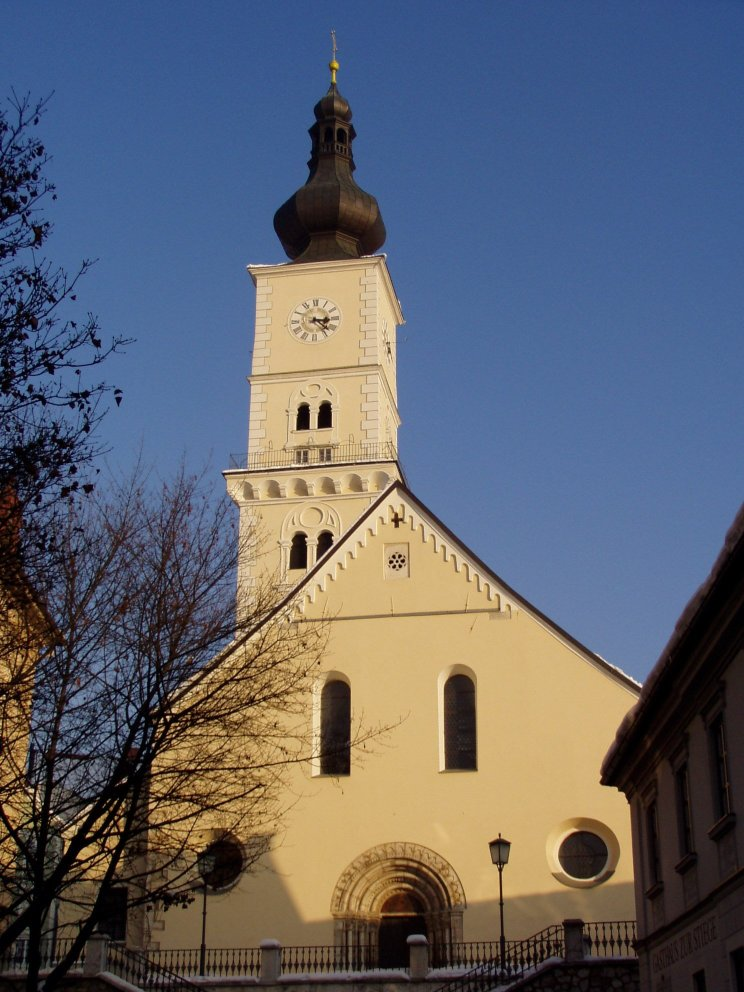
Katholische Stadtpfarrkirche hl. Markus in Wolfsberg

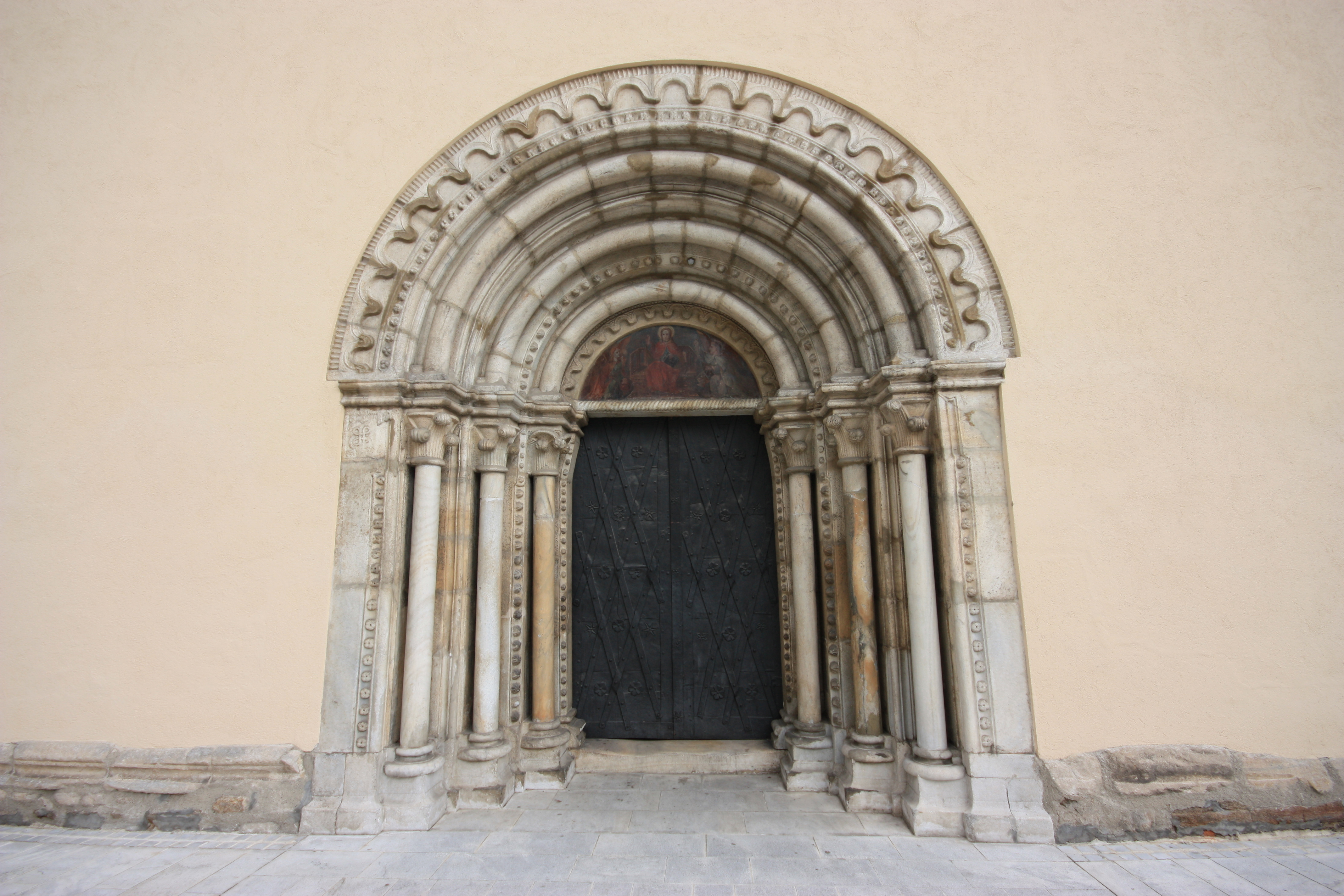
Westportal

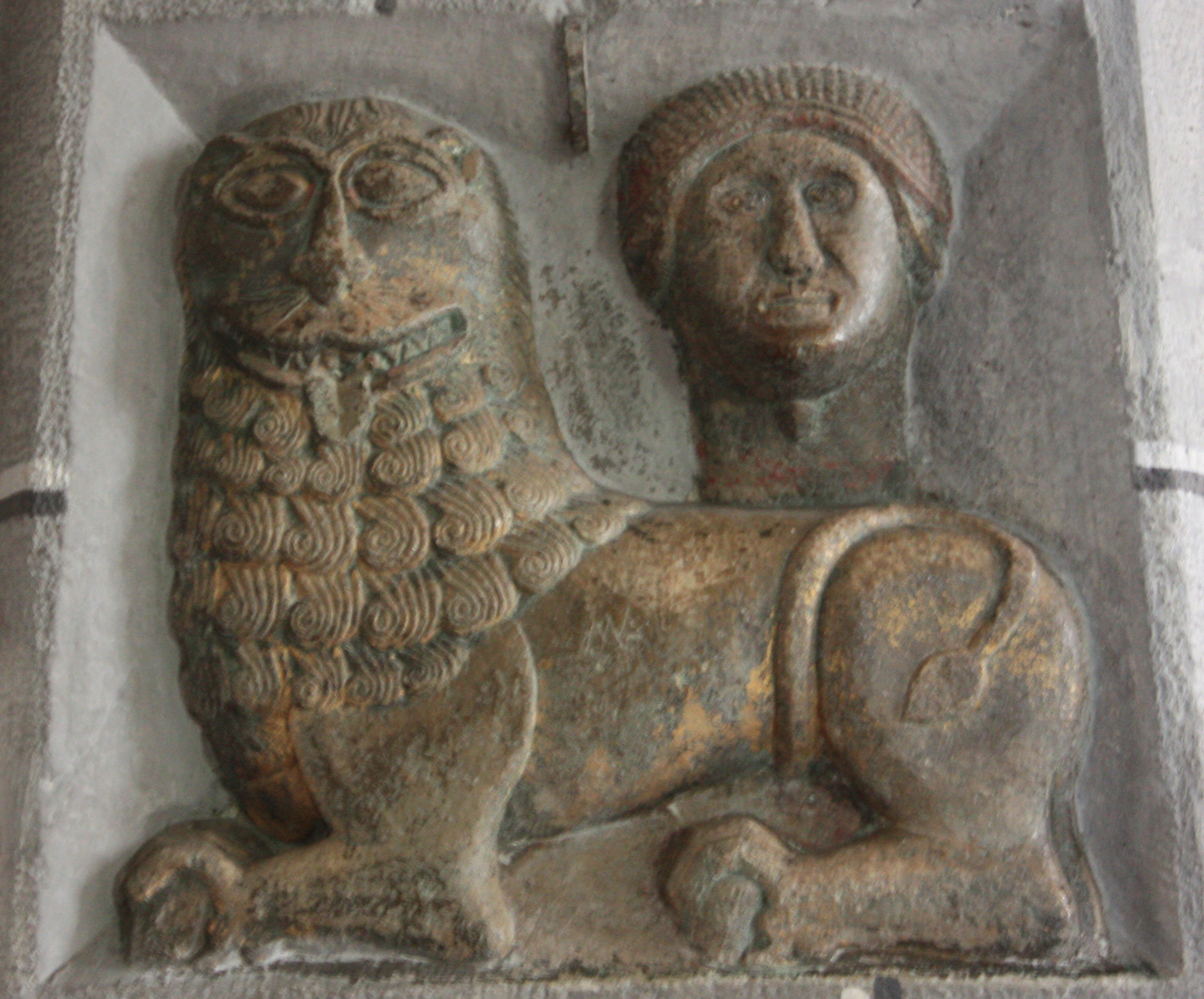
Markuslöwe

Die Stadtpfarrkirche Wolfsberg steht in der Stadtgemeinde Wolfsberg im Bezirk Wolfsberg in Kärnten. Die dem Patrozinium hl. Markus unterstellte römisch-katholische Pfarrkirche gehört zum Dekanat Wolfsberg der Diözese Gurk-Klagenfurt. Die Kirche steht unter Denkmalschutz (Listeneintrag).

## Geschichte
Das Gründungsjahr der Kirche ist unbekannt. Da aber das Gebiet bis 811 zur Patriarchat von Aquileja gehörte, kann angenommen werden, dass schon damals eine Markuskapelle als Zeichen der geistlichen Verbindung zu Venedig, das den heiligen Markus zum Schutzpatron hat, bestanden haben könnte.
Erst 1216 wird ein Sacerdos in Wolfsberg urkundlich genannt. Da die Stadt Wolfsberg von 1007 bis 1759 zum Hochstift Bamberg gehörte, sind die Bamberger Bistumsstifter Kaiser Heinrich II. und seine Gattin Kunigunde von Luxemburg in der Kirche mehrmals abgebildet.

## Architektur
Das Kirchenäußere zeigt eine spätromanische, dreischiffige Pfeilerbasilika aus dem 13. Jahrhundert mit gotischen und frühbarocken Zu- und Umbauten. Aus der Romanik stammen das Langhaus, das Chorquadrat sowie südlich des Chores in der Achse des Seitenschiffes die unteren Mauern eines Turmes und das Westportal. Dieses prachtvolle, dreifach gestufte Gewändeportal mit eingestellten Säulchen, Knospenkapitellen, Schellensreifen und Rundbogenfries wurde um 1240 geschaffen. Der äußere Rundbogenfries zeigt eine gewisse Ähnlichkeit mit dem Brautportal des Wiener Neustädter Domes.
Über dem Westportal befinden sich zwei Rundbogenfenster und seitlich zwei Rundfenster. Unter dem Giebelgesims der Westfassade erstreckt sich ein romanischer Rundbogenfries in der Breite des Mittelschiffes. Die Seitenschiffe wurden durch spätere Emporeneinbauten erhöht und sind jetzt unter einem gemeinsamen Dach mit dem Mittelschiff. Der polygonale gotische Chorschluss mit zweistufigen Strebepfeilern wurde in der ersten Hälfte des 14. Jahrhunderts angebaut. Der Turm an der Nordseite des Chores hat seinen Ursprung im späten 14. Jahrhundert. Er wurde 1639 erhöht und hat jetzt mit 72 Meter Höhe fünf Geschoße, davon zwei Schallfenstergeschoße. Der Zwiebelhelm stammt aus dem Jahr 1830. Im unteren Schallfenstergeschoß hängt das Läutwerk. Oberhalb der Glockenstube befindet sich eine kleine Türmerwohnung mit zwei Räumen, in welcher der Türmer wohnte und nach Feuer Ausschau hielt. Dort hat der Künstler Heimo Luxbacher sein Atelier eingerichtet. Der Turm ist zugänglich. Man gelangt an den Glocken vorbei und vom Balkon genießt man eine weite Aussicht auf die Stadt Wolfsberg, das Lavanttal und die Berge.
Zur selben Zeit wie der Turm wurde die sich östlich an ihn anschließende Siebenschmerzenkapelle errichtet, die spätgotische Kapelle westlich des Turmes im vierten Viertel des 15. Jahrhunderts. Beidseitig befinden sich am Langhaus je zwei Kapellenanbauten aus dem vierten Viertel des 16. Jahrhunderts. Eine weitere Seitenkapelle an der Südseite und die östlich anschließende Sakristei wurden im 17. Jahrhundert errichtet. Die zweite Kapelle an der Nordseite besitzt mit Grotesken und Fratzenköpfen ornamentierte Eckpilaster sowie Hermen und Blendbögen. In der Mitte unter einem Dreiecksgiebel ist die aufwendig gestaltete Grabplatte der Brüder Georg und Bartlmä Freidl, bezeichnet mit 1570, angebracht. Von den weiteren Grabdenkmälern an den Außenmauern der Kirche ist besonders ein römerzeitliches Grabbaurelief mit Schreiberdarstellung an der Nordseite bemerkenswert.
Das rundbogige, spätgotische Nordportal hat eine mit Platten, Rosetten und Bändern eisenbeschlagene Tür aus dem 15. Jahrhundert. Daneben sind Steinfiguren einer Ölbergszene aus dem 18. Jahrhundert aufgestellt.
Das Kircheninnere zeigt ein dreischiffiges fünfjochiges Langhaus mit dem erkennbaren basilikalen Raumschema der Romanik. Rundbogige Scheidbogen auf quadratischen Pfeilern mit abgefassten Kanten trennen das Mittelschiff von den Seitenschiffen. Das gotische Kreuzrippengewölbe aus dem späten 14. Jahrhundert ruht im Mittelschiff auf kräftigen Pfeilervorlagen und in den Seitenschiffen auf Diensten und Konsolen. Die Deckenmalereien mit der üppig geschwungenen Ornamentik und zarten Figurenmotiven stammen aus der Spätgotik. Im zweiten Joch sind symbolisch die vier Evangelisten dargestellt, die jeweils einem Papst oder Bischof ein Evangelienbuch überreichen. Das Schallloch im Mitteljoch ist von musizierenden Engeln umgeben. Die restlichen Deckenmalereien bestehen hauptsächlich aus Blumenornamenten.
Die Westempore im Mittelschiff über Kreuzgratgewölbe und mit einer Emporenbrüstung mit Blendmaßwerk wurde um 1500 errichtet. Die Emporen über den Seitenschiffen sind in Doppelarkaden zu den Mittelschiffjochen geöffnet und entstanden entweder in der Barockzeit oder erst im 19. Jahrhundert.
Die sich am ersten und dritten Joch anschließenden Seitenkapellen sind durch Rundbögen über ornamentierten Pfeilern geöffnet. Die vier einjochigen Kapellen aus der Spätrenaissance sind mit dekorativen Graten kreuzgratgewölbt. Die spätgotische Katharinenkapelle befindet sich nordseitig am fünften Joch und ist netzrippengewölbt. Ihr gegenüber steht südseitig eine zweijochige frühbarocke Kapelle mit Kreuzgratgewölbe. Im südlichen Seitenschiff befinden sich Wandmalereireste aus dem 14. Jahrhundert. Ein rundbogiger Triumphbogen verbindet Langhaus und Chor.
Der Chor setzt sich aus einem romanischen Chorquadrat und einem 5/8-Chorschluss mit gotischem Kreuzrippengewölbe zusammen. Die vier Pfeiler des romanischen Chorjoches besitzen Kämpfersteine mit Würfelfries und in den Ecken romanische Absenker mit Knospenkapitellen und Kämpfern. Die reliefierten Schlusssteine zeigen das Lamm Gottes und den Markuslöwen, die Konsolen im Chorpolygon Köpfe und Tiere. Der Chorschluss ist mit fünf zweibahnigen gotischen Maßwerksfenstern durchbrochen. Um bessere Lichtverhältnisse herzustellen, wurden 1972 die farbigen Butzenscheiben durch durchsichtige ersetzt. An der Nordseite des Chorquadrates befindet sich ein Fenster, das einst durch die Siebenschmerzenkapelle erreichbar war und den Besitzern des Schlosses Wolfsberg als Loge während der heiligen Messen diente.

## Ausstattung
Der Hauptaltar wurde 1776 vom Villacher Tischler Johannes Rudolph gefertigt. Im mit 1777 datierten Hauptbild wird der Evangelist in schreibender Sitzpose mit magischem Licht aus dem Dunkel des Hintergrunds hervorgezeichnet. In ähnlicher Technik ist im Aufsatzbild die Wiedergabe des sterbenden Franz Xaver dem Dunkel entrissen. Maler der beiden Bilder ist der Kremser Schmidt. Flankiert wird der Altar von den lebensgroßen Figuren der Apostelfürsten Petrus und Paulus. Die beiden Skulpturen wurden 1773–1777 von Michael Zill geschaffen. Von diesem Künstler stammen auch die Konsolenfiguren der Heiligen Heinrich und Kunigunde an den Chorwänden.
In der ersten Kapelle im linken Seitenschiff war früher ein Altar aufgestellt, der sich jetzt in der zweiten Seitenkapelle befindet.
Zwischen diesen beiden Kapellen ist in der Wand eine Lourdes-Grotte eingelassen.
Die zweite Seitenkapelle, auch Marienkapelle genannt, war die Familienkapelle derer von Bayerhofen und diente ihnen als Grabstätte. Sie wurde 1661 vom Lavanter Bischof Maximilian Gandolf geweiht. Ihr Altar besteht aus einer einfachen Ädikula und einem kleinen Aufsatz aus Voluten mit zwei Nischen. Das Hauptbild ist eine Kopie von 1661 nach Veroneses Vermählung der heiligen Katharina von Siena. Im Aufsatzbild ist die Heilige Cäcilia dargestellt. Daneben stehen Statuetten der Heiligen Barbara und Margareta. An den Seitenwänden der Kapelle stehen die Konsolenfiguren des Heiligen Antonius von Padua und eines von Franz Anton Detl geschaffenen Johannes Nepomuk.
Die dritte Seitenkapelle ist der Heiligen Kunigunde geweiht. Das Altarbild zeigt die Gottesurteilszene der Heiligen Kundigundis. Das Bild wurde 1667 vom Antwerpener Maler J. B. von Rülle geschaffen und vom Bamberger Bischof Philipp Valentin Voit von Rieneck der Wolfsberger Minoritenkirche gestiftet. Nach dessen Auflösung wurde das Bild 1821 von dort übertragen und mit einem Rahmen aus dem späten 18. Jahrhundert versehen.
Die erste Seitenkapelle auf der rechten Seite ist dem Heiligen Valentin gewidmet. Das Hauptbild des Altars wurde vom Münchner Maler Malknecht geschaffen und zeigt den wundertätigen Bischof. Darunter befindet sich ein barocker Reliquienschrein von 1655, der das Armbein des Heiligen enthalten soll. In den Seitennischen des Altars stehen die Figuren der Heiligen Anna und Joachim.
Der Herz-Jesu-Altar in der mittleren Kapelle diente früher als Sakramentsaltar und zeigt im Hauptbild ein barockes Herz-Jesu-Motiv aus dem 18. Jahrhundert. Die Statuen stellen die Hohen Priester Melchisedech und Aaron dar und stammen aus einer Grödener Werkstatt.
Die dritte Seitenkapelle ist die Allerseelenkapelle. Der Altar ist mit einer lebensgroßen Kreuzigungsgruppe vor dem gemalten Jerusalem ausgestattet, darunter Schnitzfiguren von armen Sündern im Fegefeuer.
Ein bedeutendes Beispiel der Romanik stellt das Steinrelief mit dem Markuslöwen und dem Haupt des Evangelisten dar, das am vordersten rechten Pfeiler eingemauert ist. Es zeigt Ähnlichkeiten mit spätromanischen dalmatischen Bildnissen und ist im 12. oder im beginnenden 13. Jahrhundert entstanden.
Fünf der Konsolenfiguren an den Säulen des Mittelschiffes, die Heiligen Josef, Leonhard, Philippus, Jakobus der Jüngere und Nikolaus, stammen aus Gröden; die sechste, der Heilige Judas Thaddäus aus der Werkstatt von Konrad Campidell, wurde 1961 geweiht.

### Orgel

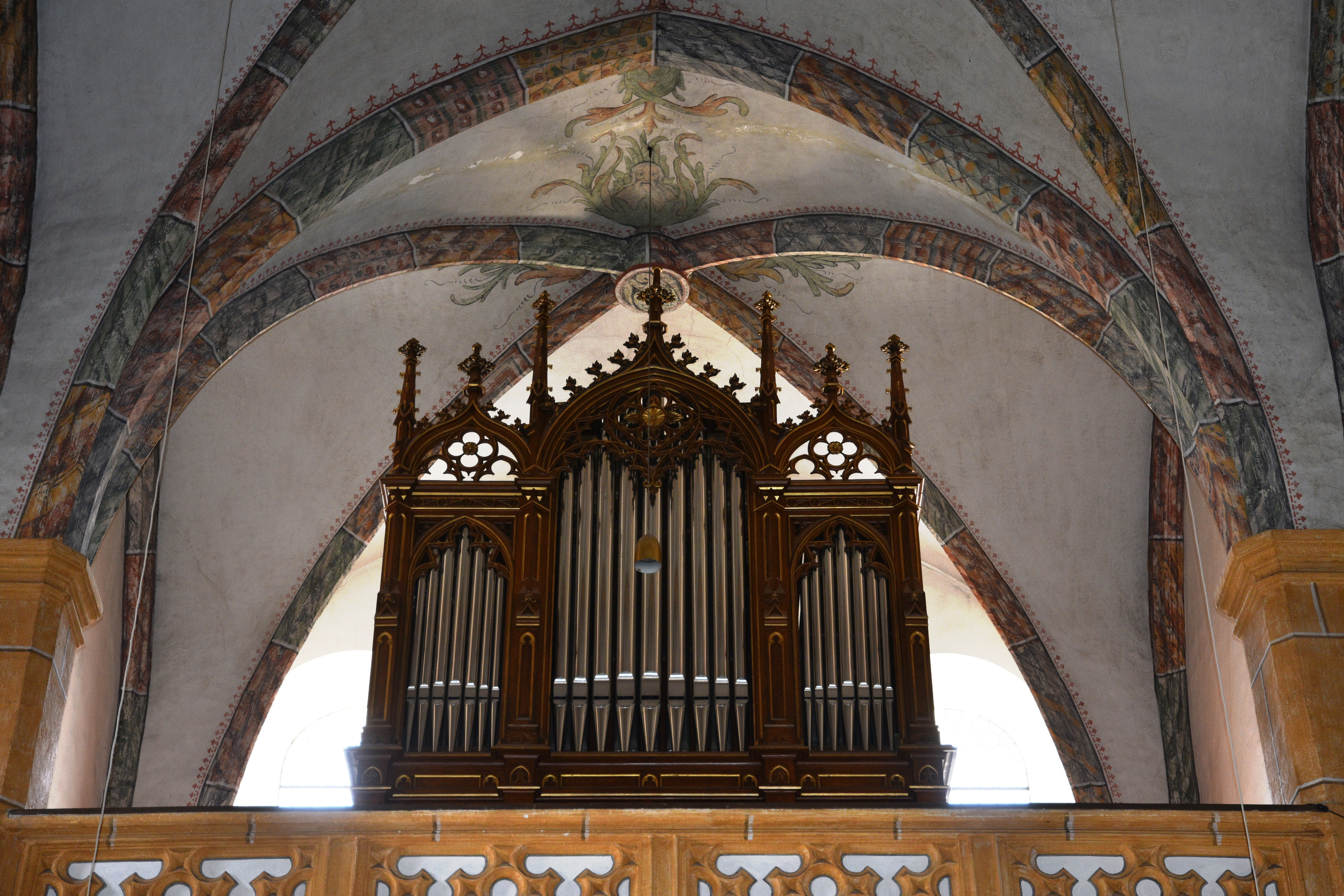
Orgel der Kirche

Die Orgel wurde 1898 von Martin Hechenberger aus Passau gebaut und 2010 von der Orgelbaufirma Kuhn (Männedorf, Schweiz) restauriert. Das Instrument hat 23 Register auf zwei Manualen und Pedal.
| I Hauptwerk C–f3 |            |      |
| 1.               | Bourdon    | 16′  |
| 2.               | Principal  | 8′   |
| 3.               | Filomele   | 8′   |
| 4.               | Gamba      | 8′   |
| 5.               | Coppel     | 8′   |
| 6.               | Octav      | 4′   |
| 7.               | Flöte      | 4′   |
| 8.               | Rohrflöte  | 4′   |
| 9.               | Mixtur III | 2/3′ |
| 10.              | Trompete   | 8′   |

| II Oberwerk C–f3 |                  |     |
| 11.              | Echobass         | 16′ |
| 12.              | Geigenprincipal  | 8′  |
| 13.              | Gemshorn         | 8′  |
| 14.              | Salicet          | 8′  |
| 15.              | Lieblich Gedackt | 8′  |
| 16.              | Fugara           | 4′  |
| 16.              | Flöte travers    | 4′  |
| 18.              | Clarinetto       | 8′  |

| Pedal C–d1 |           |     |
| 19.        | Violon    | 16′ |
| 20.        | Subbaß    | 16′ |
| 21.        | Octavbass | 8′  |
| 22.        | Cello     | 8′  |
| 23.        | Posaune   | 16′ |

- Koppeln: I/I (Superoktavkoppel)II/I, I/P, II/P
- Spielhilfen: Feste Kombinationen (p, mf, ff, pleno), Kalkantenzug

### Läutwerk
Das fünfstimmige Geläute hat die Hauptschlagtonfolge c' - dis' - g' - ais' - c' '. Die größte Glocke ist die St. Markus-Heldenglocke mit einer Masse von etwa 1900 kg (Samassa, 1921). Die übrigen Glocken heißen Kreuz-Gefallenenglocke (ca. 1000 kg; Pfundner, 1949), Mahnerin (ca. 600 kg; Pfundner, 1949), Valentinsglocke (ca. 460 kg; Marx Wening, 1590) und Armenseelenglocke (250 kg; Pfundner, 1949). Die Glocken hängen in einem mächtigen Holzglockenstuhl an geraden Stahljochen. Außer in der größten St. Markus-Heldenglocke (Rundballenklöppel) befinden sich in allen übrigen Glocken Flachklöppel. Der Stundenschlag wird an der Valentinsglocke (viertelstündlich) und an der St. Markus-Heldenglocke (vollstündlich) ausgeführt.

### Grabdenkmäler
Von den Grabmälern im Inneren der Kirche sind der figürliche Rittergrabstein des Christian von Schaumberg (1514) und der des Anton von Himmelberg (1457) erwähnenswert.